# (35041) 1981 ER34
(35041) 1981 ER34 es un asteroide perteneciente al cinturón de asteroides, descubierto el 2 de marzo de 1981 por Schelte John Bus desde el Observatorio de Siding Spring, Nueva Gales del Sur, Australia.

## Designación y nombre
Designado provisionalmente como 1981 ER34.

## Características orbitales
1981 ER34 está situado a una distancia media del Sol de 3,166 ua, pudiendo alejarse hasta 3,250 ua y acercarse hasta 3,082 ua. Su excentricidad es 0,026 y la inclinación orbital 8,095 grados. Emplea 2058,21 días en completar una órbita alrededor del Sol.

## Características físicas
La magnitud absoluta de 1981 ER34 es 15,1. Tiene 5,077 km de diámetro y su albedo se estima en 0,131. 